# Fontanellato
Fontanellato est une commune italienne de la province de Parme, dans la région Émilie-Romagne.

## Géographie
Fontanellato est une commune du territoire de la Bassa padana.

## Culture

### Monuments et lieux d’intérêts
- Le Rocca Sanvitale de Fontanellato
- Le théâtre municipal
- Les trois églises :
  - l'église Santa Croce ;
  - l'oratoire de l'Assomption ;
  - le sanctuaire de la Bienheureuse-Vierge-du-Saint-Rosaire.

## Administration
| Période                                  | Période | Identité         | Étiquette     | Qualité |
| ---------------------------------------- | ------- | ---------------- | ------------- | ------- |
| 2011                                     |         | Domenico Altieri | Centre-gauche |         |
| Les données manquantes sont à compléter. |         |                  |               |         |

### Hameaux
Albareto, Basse del Gambino, Campazzo, Cannetolo, Casal Sabbioni, Casalbarbato, Case Fava, Case Fornaci, Case Miti, Case Peschiera, Caseificio, Grugno-Osteria, Parola, Paroletta, Pizzale, Ponte Gambino, Priorato, Rosso, Saletto, Salso, Sanguinaro, Toccalmatto.

## Sport
- Terre Verdiane Volley.

### Communes limitrophes
Fidenza, Fontevivo, Noceto, Parme, San Secondo Parmense, Soragna, Trecasali.

### Jumelages
- Falkoping (Suède) ;
- Kißlegg (Allemagne) depuis 1991.

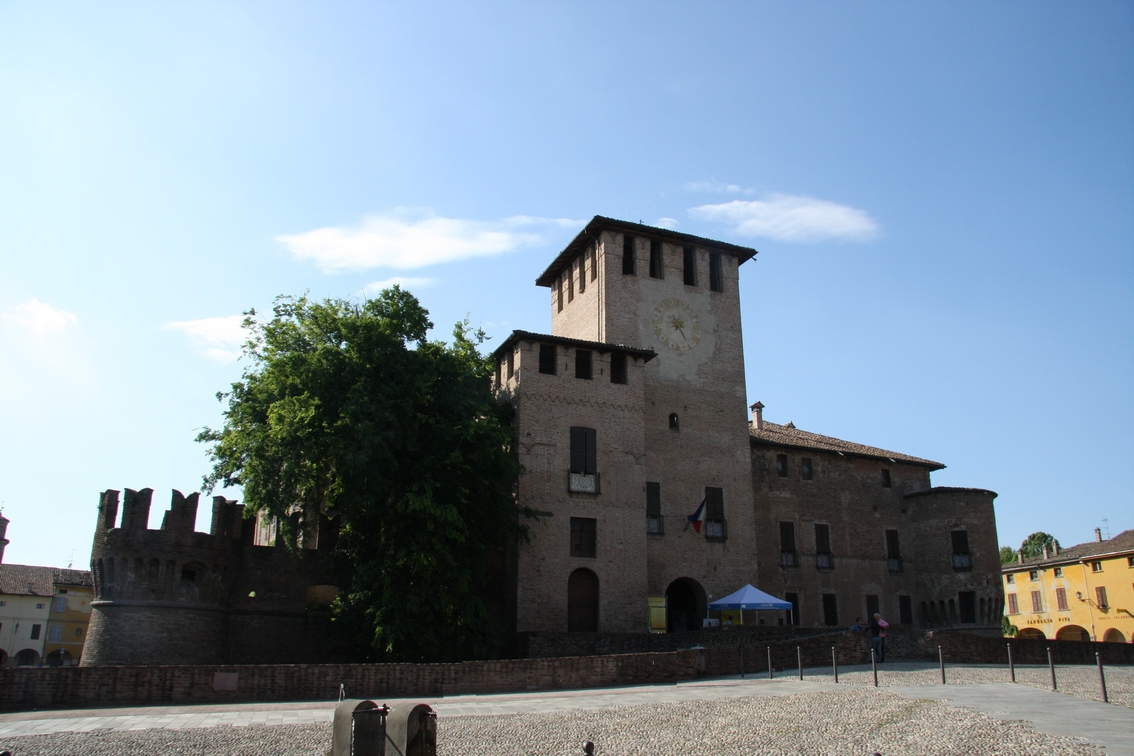
Entrée du château.
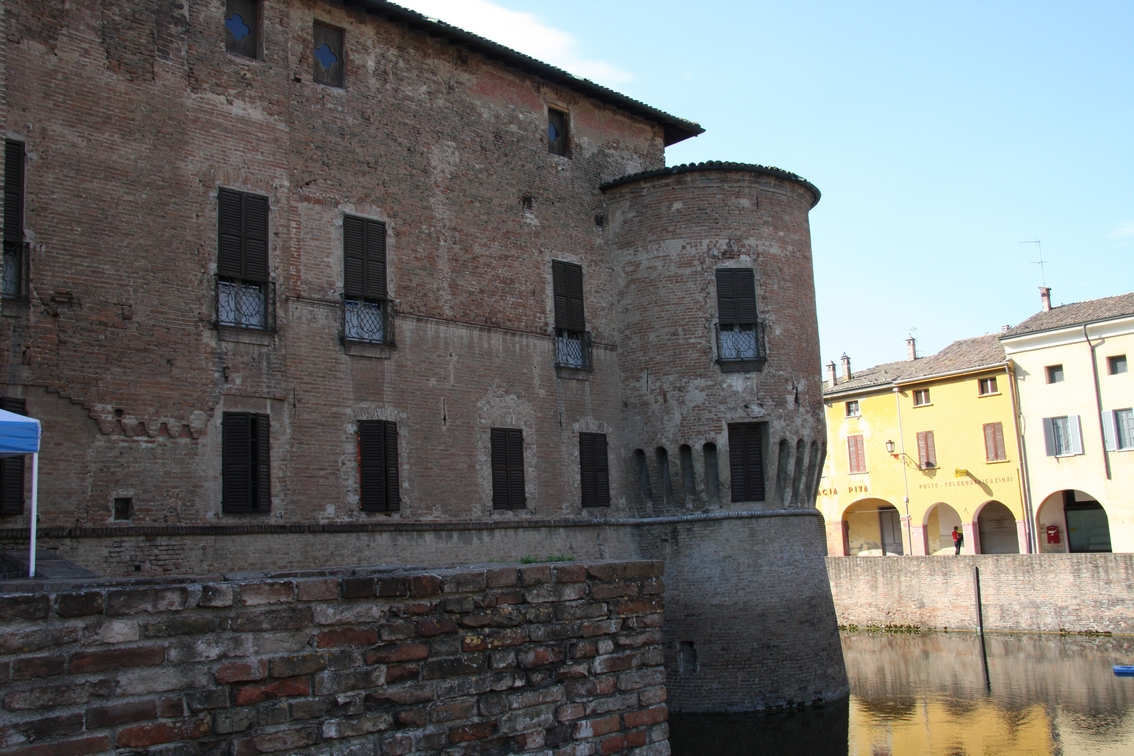
Douves du château.
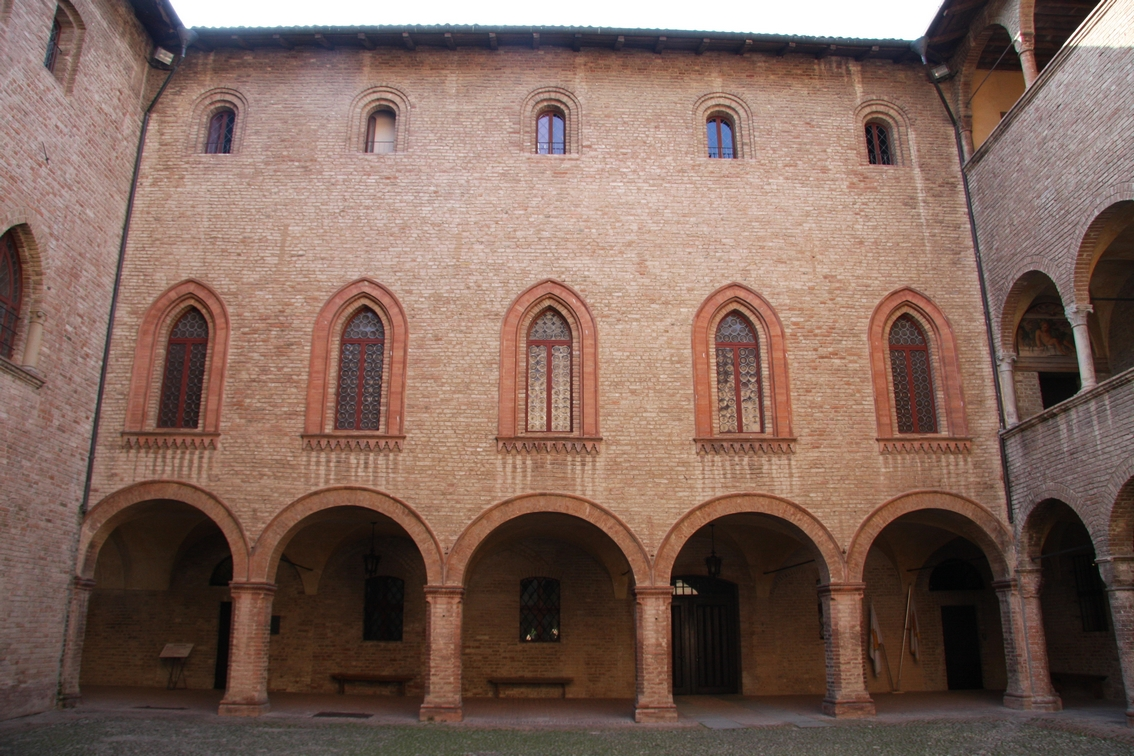
Cour intérieure.
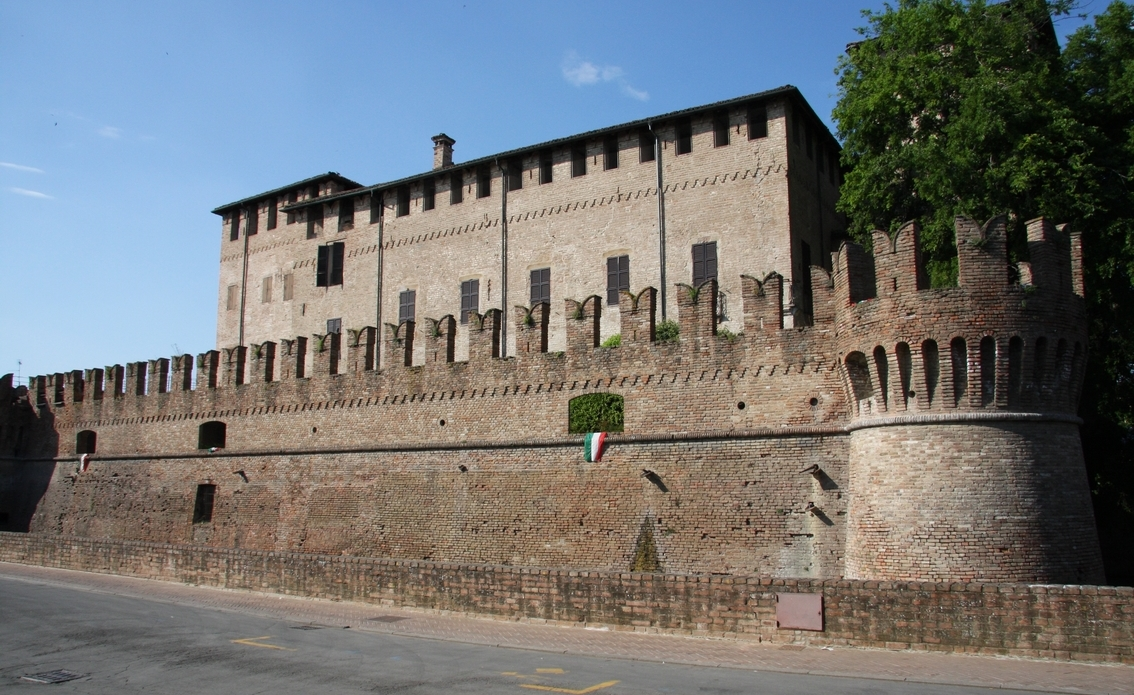
Façade gauche.
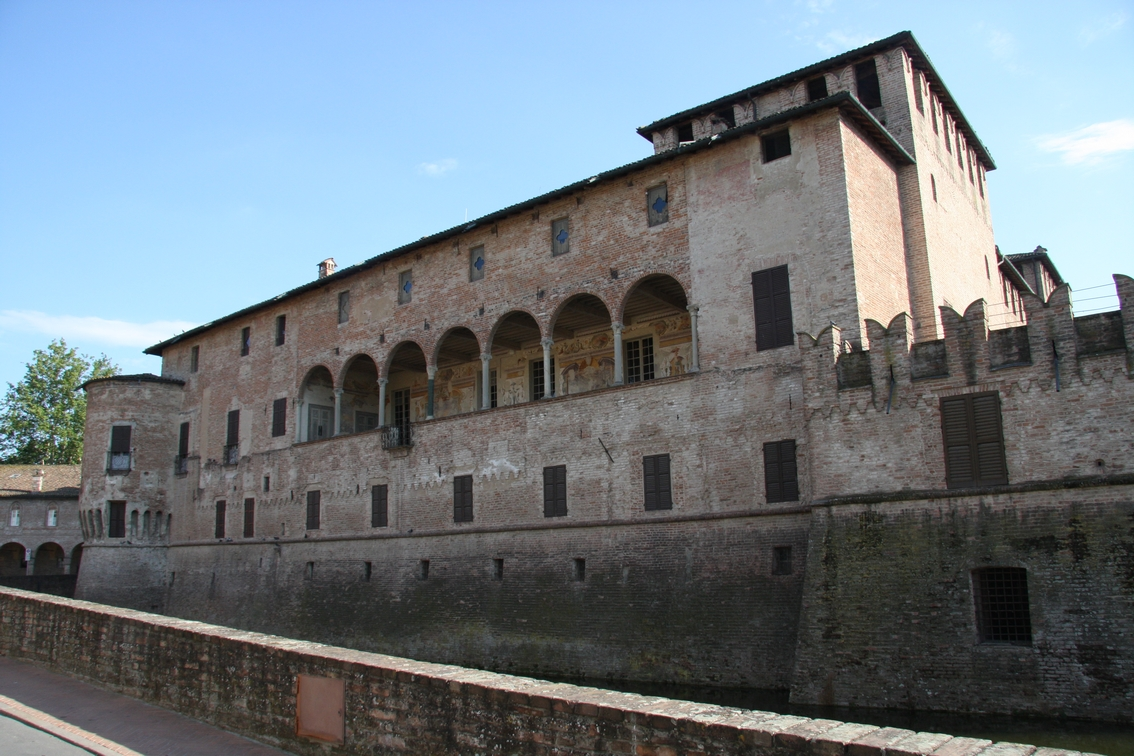
Face avec balcons.
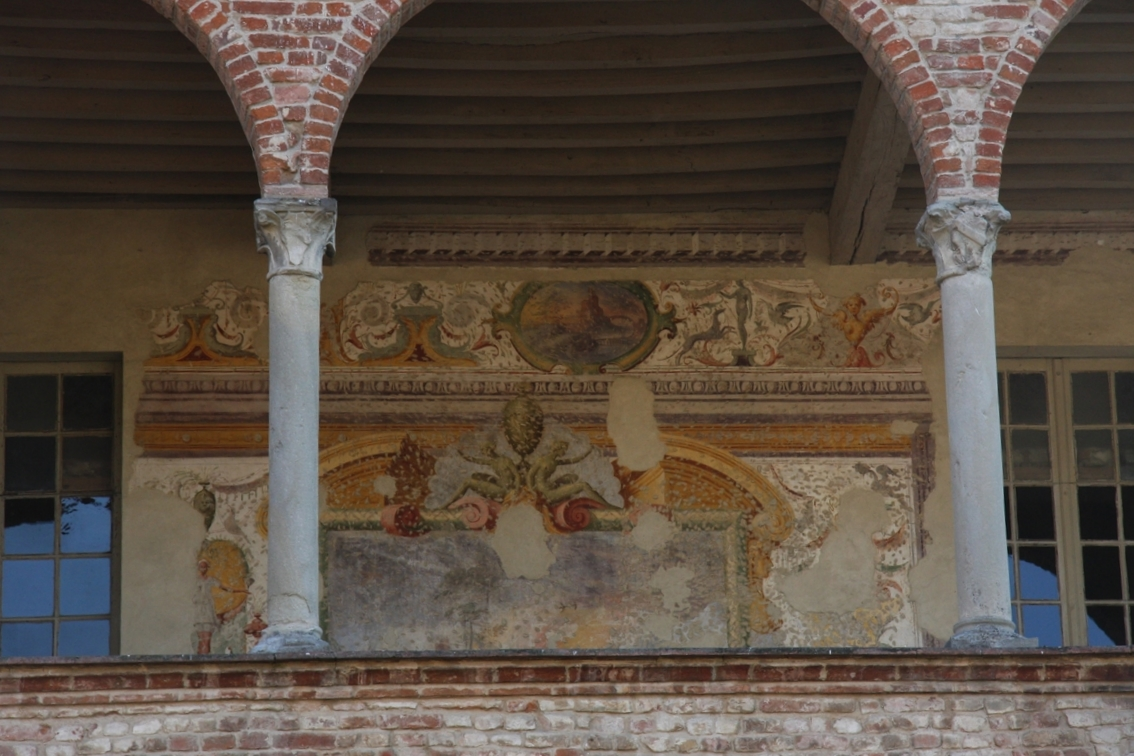
Peintures.